# تاریخچه ژنتیک
تاریخچهٔ ژنتیک به اروپای دوران باستان بازمی‌گردد و شامل مشارکت‌هایی از سوی اندیشمندانی چون فیثاغورس، بقراط، ارسطو، اپیکور و دیگران است. ژنتیک نوین با پژوهش‌های گرگور مندل، راهب محفل سنت آگوستین، آغاز شد. آثار او بر روی گیاه نخودفرنگی که در سال ۱۸۶۶ منتشر شد، نخستین شواهدی را ارائه داد که با بازکشف آن در دههٔ ۱۹۰۰ میلادی، به پایه‌گذاری نظریهٔ قوانین مندل انجامید.
در یونان باستان، بقراط پیشنهاد کرد که تمامی اندام‌های بدن والدین، «دانه‌هایی» نامرئی منتشر می‌کنند؛ اجزای کوچک‌شده‌ای که در جریان آمیزش جنسی منتقل شده و در رحم مادر با یکدیگر ترکیب می‌شوند تا نوزاد را شکل دهند. در اوایل عصر جدید اولیه، کتاب ویلیام هاروی با عنوان دربارهٔ نسل حیوانات با نظریه‌های زیست‌شناسی ارسطو در تضاد بود.
بازکشف آثار مندل در سال ۱۹۰۰ توسط هوگو د فریس، کارل کورنز و اریش فون چرماک منجر به پیشرفت‌های سریع در زمینهٔ ژنتیک شد. تا سال ۱۹۱۵، اصول پایهٔ ژنتیک مندل در گونه‌های متعددی از موجودات مطالعه شده بود که برجسته‌ترین آن‌ها مگس سرکه بود. تحت رهبری توماس هانت مورگان و همکارانش که به دروسوفیلیست‌ها معروف بودند، ژنتیک‌دانان قوانین مندل را توسعه دادند که تا سال ۱۹۲۵ به‌طور گسترده پذیرفته شد.
همزمان با پژوهش‌های تجربی، ریاضیدانان چارچوب آماری ژنتیک جمعیت را توسعه دادند که فرگشت را وارد مطالعهٔ فرایندهای تکاملی کرد.
با مشخص شدن الگوهای اساسی وراثت ژنتیکی، بسیاری از زیست‌شناسان به بررسی ماهیت فیزیکی ژن روی آوردند. در دهه ۱۹۴۰ و اوایل دهه ۱۹۵۰، آزمایش‌ها به دی‌ان‌ای به عنوان بخشی از کروموزوم‌ها (و شاید سایر نوکلئوپروتئین‌ها) که ژن‌ها را در خود جای داده‌اند، اشاره کردند. تمرکز بر ارگانیسم‌های مدل جدید مانند ویروس‌ها و باکتری‌ها، همراه با کشف ساختار مارپیچ دوگانه DNA در سال ۱۹۵۳، نشانگر گذار به دوران ژنتیک مولکولی بود.
در سال‌های بعد، شیمی‌دانان تکنیک‌هایی را برای تعیین توالی اسیدهای نوکلئیک و پروتئین‌ها توسعه دادند، در حالی که بسیاری دیگر رابطه بین این دو شکل از مولکول‌های زیستی را کشف کردند و رمز ژنتیکی را کشف کردند. تنظیم بیان ژن در دهه ۱۹۶۰ به یک موضوع محوری تبدیل شد؛ تا دهه ۱۹۷۰ بیان ژن می‌توانست از طریق مهندسی ژنتیک کنترل و دستکاری شود. در دهه‌های پایانی قرن بیستم، بسیاری از زیست‌شناسان بر پروژه‌های ژنتیک در مقیاس بزرگ، مانند تعیین توالی کل ژنوم‌ها، تمرکز کردند.

## ایده‌های پیش از مندل در مورد وراثت

### نظریه‌های باستانی

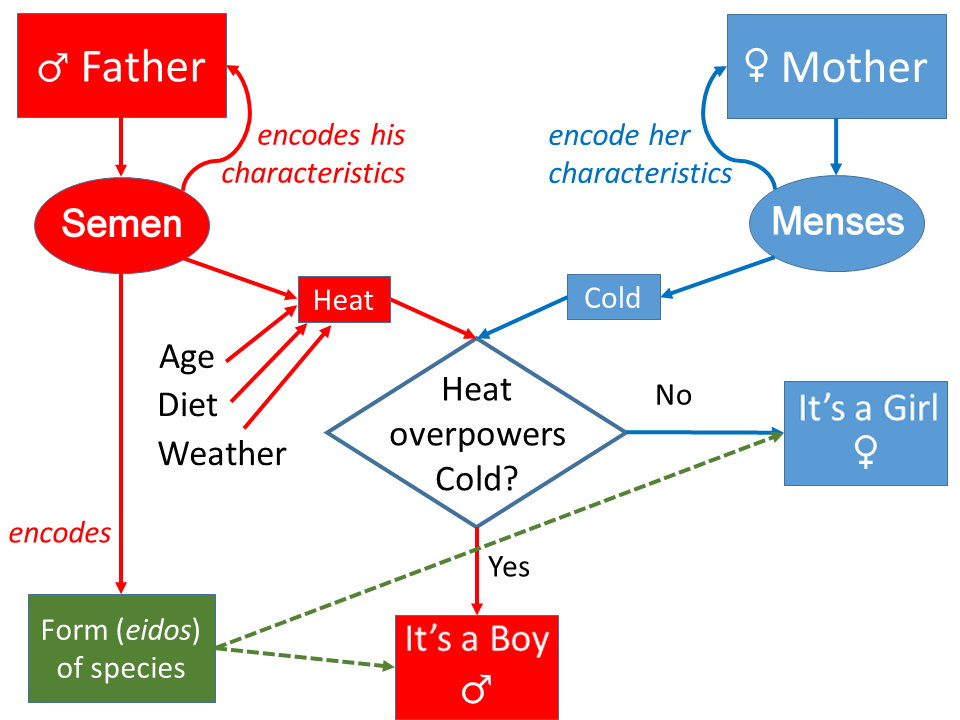
مدل ارسطو در مورد انتقال حرکات از والدین به فرزند، و انتقال شکل از پدر. این مدل کاملاً متقارن نیست.

تأثیرگذارترین نظریه‌های اولیه در مورد وراثت، نظریه‌های بقراط و ارسطو بودند. نظریه بقراط (که احتمالاً مبتنی بر آموزه‌های آناکساگوراس بود) مشابه ایده‌های بعدی داروین در مورد پان‌ژنز بود که شامل ماده وراثتی است که از سراسر بدن جمع می‌شود. زیست‌شناسی ارسطو در عوض اظهار داشت که نظریه اشکال یک موجود زنده از طریق منی (که او آن را نوعی خون تصفیه‌شده می‌دانست) و خون قاعدگی مادر منتقل می‌شود که در رحم با هم تعامل دارند تا رشد اولیه یک موجود زنده را هدایت کنند. هم برای بقراط و هم برای ارسطو - و تقریباً همه دانشمندان غربی تا اواخر قرن نوزدهم - لامارکیسم یک واقعیت ظاهراً تثبیت‌شده بود که هر نظریه مناسب وراثت باید آن را توضیح می‌داد. در عین حال، گونه‌های منفرد ذات‌باوری داشتند؛ چنین تغییرات ارثی صرفاً سطحی بودند. فیلسوف آتنی، اپیکور، خانواده‌ها را مشاهده کرد و سهم هر دو جنس نر و ماده را در ویژگی‌های ارثی ("اتم‌های اسپرم") مطرح کرد، به انواع غالب و مغلوب وراثت توجه کرد و تفکیک و دسته‌بندی مستقل "اتم‌های اسپرم" را توصیف کرد.
لوکرتیوس شاعر و فیلسوف رومی در اثر خود «از ماهیت چیزها» به توصیف وراثت می‌پردازد.
از این اسپرم، وینس ویژگی‌های متنوعی را تولید می‌کند و ویژگی‌های اجداد بیان، صدای یا مو را تولید می‌نماید؛ این ویژگی‌ها، و همچنین چهره، بدن و اندام ما، همچنین توسط اسپرم خاص خویشاوندان ما تعیین می‌شود.
به همین ترتیب، مارکوس ترنتیوس وارو در کتاب «سه کتاب دربارهٔ امور روستایی» و پابلیوس ورژیلیوس مارو پیشنهاد می‌کنند که زنبورها و زنبورهای عسل از حیواناتی مانند اسب، گوساله و الاغ سرچشمه می‌گیرند، به طوری که زنبورها از اسب و زنبورها از گوساله یا الاغ می‌آیند.
در سال ۱۰۰۰ میلادی، پزشکی در جهان اسلام، ابوالقاسم زهراوی (که در غرب با نام آلبوکازیس شناخته می‌شود) اولین پزشکی بود که به وضوح ماهیت ارثی هموفیلی را در کتاب «التصریف» خود توصیف کرد. در سال ۱۱۴۰ میلادی، یهودا هلوی صفات ژنتیکی غالب و مغلوب را در کتاب «کوزاری» شرح داد.